# أليساندرو مومو
أليساندرو مومو (بالإيطالية: Alessandro Momo)‏ هو ممثل إيطالي، ولد في 26 نوفمبر 1956 بروما في إيطاليا، وتوفي بنفس المكان في 19 نوفمبر 1974 بسبب حادث مرور.

## وصلات خارجية
- أليساندرو مومو على موقع IMDb (الإنجليزية)
- أليساندرو مومو على موقع ألو سيني (الفرنسية)
- أليساندرو مومو على موقع أول موفي (الإنجليزية)
- أليساندرو مومو على موقع قاعدة بيانات الأفلام السويدية (السويدية)
- أليساندرو مومو على موقع قاعدة بيانات الفيلم (الإنجليزية)
- أليساندرو مومو على موقع كينوبويسك (الروسية)